# ماريو كارت
ماريو كارت (بالإنجليزية: Mario Kart) هي سلسلة من ألعاب سباق السيارات تطورها نينتندو كامتداد لألعاب شخصيتها الشهيرة ماريو وتم إصدارها في عام 1992، وقد حققت نجاح كبير.
حتى هذا اليوم، تم إصدار خمسة أجزاء على منصات اللعب المنزلي، وثلاثة أجزاء للأجهزة كل من المحمولة والأركيد. الجزء العاشر تم إصداره على وي يو ويحمل عنوان ماريو كارت 8.

## قائمة ألعابماريو كارت

### ألعاب الرئيسيّة
- سوبر ماريو كارت (1992، سوبر نينتندو إنترتينمنت سيستم، فرتشول كونسول)[1][2]
- ماريو كارت 64 (1996، نينتندو 64، فرتشول كونسول)
- ماريو كارت: سوبر سركت (2001، جيم بوي أدفانس، فرتشول كونسول)
- ماريو كارت: دابل داش‼ (2003، نينتندو جيم كيوب)
- ماريو كارت دي إس (2005، نينتندو دي إس)
- ماريو كارت وي (2008، وي)
- ماريو كارت 7 (2011، نينتندو 3دي إس)
- ماريو كارت 8 (2014، وي يو)[3]
- ماريو كارت 8 ديلوكس (2017، نينتندو سويتش)

### ألعاب الصندوق
- ماريو كارت آركيد جي بي (2005، صندوق اللعبة) (تطوير معاون مع شركة نامكو)
- ماريو كارت آركيد جي بي 2 (2007، صندوق اللعبة) (تطوير معاون مع شركة نامكو بانداي جيمز)
- ماريو كارت آركيد جي بي دي إكس (2013، صندوق اللعبة) (تطوير معاون مع شركة نامكو بانداي جيمز)[4]
- ماريو كارت آركيد جي بي في آر (2017، صندوق اللعبة) (من تطوير شركة بانداي نامكو ستوديوز)

### ألعاب الأجهزة الذكية
- ماريو كارت تور (2019، أجهزة آي أو إس و‌أندرويد)[5][6]

### ألعاب أخرى
- ماريو كارت لايف: هوم سركت (2020، نينتندو سويتش)

## الاستقبال
| لعبة                  | سنة  | نسخ مباعة (بالمليون) | غيم رانكينغز | ميتاكريتيك |
| --------------------- | ---- | -------------------- | ------------ | ---------- |
| سوبر ماريو كارت       | 1992 | 8.76                 | 94%          | 94/100     |
| ماريو كارت 64         | 1996 | 9.87                 | 87%          | 83/100     |
| ماريو كارت: سوبر سركت | 2001 | 5.90                 | 92%          | 93/100     |
| ماريو كارت: دبل داش   | 2003 | 9.69                 | 87%          | 87/100     |
| ماريو كارت دي أس      | 2005 | 23.60                | 91%          | 91/100     |
| ماريو كارت وي         | 2008 | 37.20                | 82%          | 82/100     |
| ماريو كارت 7          | 2011 | 18.26                | 85%          | 85/100     |
| ماريو كارت 8          | 2014 | 8.44                 | 88%          | 88/100     |
| ماريو كارت 8 ديلوكس   | 2017 | 16.69                | 93%          | 93/100     |